# Patricia H. Miller
Patricia Hackney Miller (* 1945 in Wellington, Kansas) ist eine US-amerikanische Entwicklungspsychologin, die für ihre Forschung zur kognitiven Entwicklung in der frühen Kindheit bekannt ist. Sie ist Professorin für Psychologie an der San Francisco State University. Miller ist Fellow der American Psychological Association (APA), Division 1 („General“) und Division 7 („Developmental Psychology“) und Fellow der Association for Psychological Science. Von 2008 bis 2010 war sie Präsidentin der APA Division 7.

## Arbeiten (Auswahl)
- Best, J. R., Miller, P. H., & Jones, L. L.: Executive functions after age 5: Changes and correlates, in: Developmental Review 29, Heft 3 (2009), S. 180–200.
- Best, J. R., & Miller, P. H.: A developmental perspective on executive function, in: Child Development 81, Heft 6 (2010), S. 1641–1660.
- Best, J. R., Miller, P. H., & Naglieri, J. A.: Relations between executive function and academic achievement from ages 5 to 17 in a large, representative national sample, in: Learning and Individual Differences 21, Heft 4 (2011), S. 327–336.
- Miller, P. H., & Aloise, P. A.: Young children's understanding of the psychological causes of behavior: A review, in: Child Development 60, Heft 2 (1989), S. 257–285.
- Miller, P. H., Kessel, F. S., & Flavell, J. H.: Thinking about people thinking about people thinking about...: A study of social cognitive development, in: Child Development 41, Heft 3 (1970), 613–623.
- Miller, P. H., Blessing, J. S., & Schwartz, S.: Gender differences in high‐school students’ views about science. International Journal of Science Education 28 Heft 4 (2006), S. 363–381.